# Yggdrasil

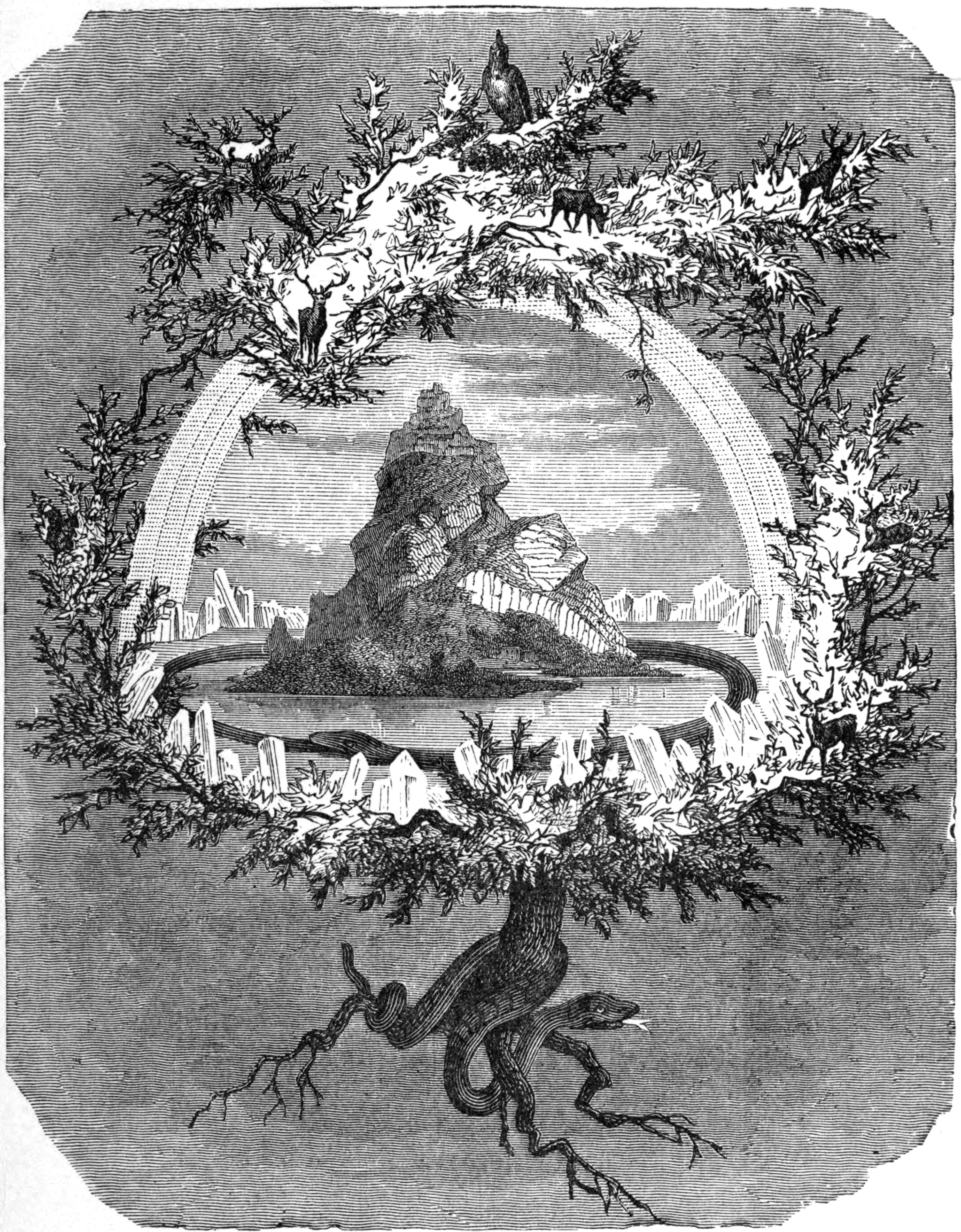
Yggdrasil em gravura de Friedrich Wilhelm Heine (1886).

Na mitologia nórdica, Yggdrasil (ou no nórdico antigo: Yggdrasill) é uma árvore colossal (algumas fontes dizem que é um freixo, outras que é um teixo), que é o eixo do mundo.
Localizada no centro do Universo ligava os nove mundos da cosmologia nórdica, cujas raízes mais profundas estão situadas em Niflheim, um mundo sombrio onde ficavam várias árvores assombradas e solo onde não se produzia nada, escuridão profunda com gigantes e terríveis monstros. O tronco era Midgard, ou seja, o mundo material dos homens; a parte mais alta, que se dizia tocar o Sol e a Lua, chamava-se Asgard (a cidade dourada), a terra dos deuses, e Valhala, o local onde os guerreiros Vikings eram recebidos após terem morrido, com honra, em batalha.
Conta-se que nas frutas de Yggdrasil estão as respostas das grandes perguntas da humanidade. Por esse motivo ela sempre é guardada por uma centúria de valquírias, denominadas protetoras, e somente os deuses podem visitá-la. Nas lendas nórdicas, dizia-se que as folhas de Yggdrasil podiam trazer pessoas de volta a vida e apenas um de seus frutos, curaria qualquer doença e até mesmo salvaria a pessoa a beira da morte.

## Os nove mundos da mitologia nórdica
Os nove mundos contidos na Yggdrasil são:
- Mannheim (Midgard), o mundo dos homens. É representado por Jera, a runa do ciclo anual.
- Godheim (Asgard), o mundo dos Æsir. É representado por Odin, a runa da troca.
- Vanaheim, o mundo dos Vanir. É representado por Ingwaz, a runa da semente.
- Helheim, o mundo dos mortos. É representado por Hagalaz, a runa do granizo.
- Svartalfheim (Nidavellir), o mundo dos elfos escuros ou anões. É representado por Elhaz, a runa do teixo.
- Alfheim, o mundo dos elfos claros. É representado por Dagaz, a runa do dia.
- Jotunheim, o mundo dos gigantes de rocha e de gelo (Jotuns). É representado por Nauthiz, a runa da necessidade.
- Niflheim, o mundo de gelo eterno. É representado por Isa, a runa do gelo.
- Muspelheim, o mundo de fogo. É representado por Sowilo, a runa do sol.

### Variações no número nove
Se fossemos levar em conta, os mundos nórdicos apresentados, o valor seriam de 10. Os mundos Helheim, Svartalfheim, Jotunheim, Niflheim e Nidavellir possuem variações.
- Uns consideram Niflheim o lar dos gigantes de gelo, enquanto Jotunheim é o lar apenas dos gigantes comuns (de rocha).
- Nidavellir, o mundo dos anões, por vezes é considerado o mesmo mundo dos elfos escuros, Svartalfheim. Outras vezes, considerado no subsolo de Midgard.
- Helheim as vezes é considerado um mundo distinto. Outras, dentro de Niflheim.